# Legea de Abolire a Sclaviei din 1833
Legea de Abolire a Sclaviei din 1833 din Regatul Unit (citată 3 & 4 Will. IV c. 73) a fost o lege adoptată de Parlamentul Regatului Unit al Marii Britanii și al Irlandei în anul 1833 prin care se abolea sclavia în Imperiul Britanic (exceptând „Teritoriile aflate în posesia Companiei Indiilor Orientale”, „Insula Ceylon”, și „Insula Sfânta Elena”). Legea a fost abrogată în 1998 ca parte a unei largi reorganizări a legislației engleze, dar stipulările de interdicție a sclaviei rămân în vigoare.

## Context
Sclavia fusese abolită în Regatul Marii Britanii începând cu 1772 de către Lord Mansfield în R v Knowles, ex parte Somersett iar comerțul cu sclavi a fost interzis prin Legea Traficului cu Sclavi din 1807, care instituia amendă de 100 £ pe sclav transportat, aplicabilă căpitanilor britanici prinși importând sclavi (tratatele semnate cu alte state au extins și mai mult gama de acoperire a interdicției). Micile țări traficante de sclavi care nu aveau multe de pierdut, cum ar fi Suedia, au urmat rapid exemplul, ca și Țările de Jos, care între timp devenise un jucător minor; Imperiul Britanic de la acea vreme constituia însă o parte substanțială a populației lumii. Marina Regală a înființat Escadrila Africii de Vest (sau Escadrila de Prevenție) cu mari cheltuieli în 1808 după ce Parlamentul a adoptat legea. Misiunea escadrilei era de a suprima traficul cu sclavi în Atlantic patrulând coasta vestică a Africii. Traficul cu sclavi a fost astfel mult redus, dar nu și eliminat complet. Se putea ca unele nave cu sclavi, aflate în pericol de a fi prinse de Marina Regală, să ordone aruncarea sclavilor în mare pentru a reduce amenzile. Între 1808 și 1860, Escadrila Africii de Vest a capturat 1.600 de vase cu sclavi și a eliberat 150.000 de africani.
Prima „Societate pentru Aplicarea Abolirii Traficului de Sclavi” a fost înființată în 1787 în Marea Britanie, printre membrii ei numărându-se John Barton⁠(d); William Dillwyn; George Harrison; Samuel Hoare Jr⁠(d); Joe Hooper⁠(d); John Lloyd⁠(d); Joseph Woods⁠(d) Sr; James Phillips⁠(d); Thomas Clarkson⁠(d), Granville Sharp⁠(d), Philip Sansom și Richard Phillips⁠(d).
Ulterior, în 1823, s-a înființat Societatea Anti-Sclavie, având ca membri pe Joseph Sturge⁠(d), Thomas Clarkson⁠(d), William Wilberforce⁠(d), Henry Brougham⁠(d), Sir Thomas Buxton, 1st Baronet⁠(d), Elizabeth Heyrick⁠(d), Mary Lloyd, Jane Smeal, Elizabeth Pease⁠(d) și Anne Knight⁠(d).
În perioada Crăciunului lui 1831, în Jamaica a izbucnit pe scară largă o revoltă a sclavilor, denumită Războiul Baptiștilor. A fost organizată la început ca grevă pașnică de către pastorul baptist Samuel Sharpe⁠(d). Revolta a fost suprimată de milițiile plantocrației jamaicane și garnizoana britanică locală după zece zile, la începutul lui 1832. Din cauza pierderilor de proprietăți și de vieți omenești în timpul revoltei din 1831, Parlamentul Britanic a declanșat două anchete. Rezultatele acestor anchete au contribuit mult la abolirea sclaviei prin legea din 1833.

## Principalele puncte ale legii
Sclavia a fost abolită oficial în mare parte a Imperiului Britanic începând cu data de 1 august 1834. În practică, însă, au fost eliberați imediat doar copiii de sclavi de până la șase ani, întrucât toți sclavii de peste șase ani au fost desemnați „ucenici”. Legea includea și un drept de compensație pentru proprietarii de sclavi care urmau să-și piardă proprietatea. Suma de bani ce urma să fie cheltuită pe compensații a fost stabilită la „douăzeci de milioane de lire sterline”. În condițiile legii, guvernul britanic a alocat fonduri de 20 de milioane de lire pentru a plăti compensații pentru pierderea sclavilor pentru proprietarii înregistrați de sclavi. Lista de nume pentru atribuirea de compensații arată că deținerea de sclavi era răspândită la nivelul mai multor sute de familii britanice, dintre care multe cu o poziție socială înaltă. De exemplu, Henry Phillpotts⁠(d) (pe atunci episcop al Exeterului), împreună cu alți trei parteneri de afaceri, au primit 12.700£ pentru 665 de sclavi.
În total, guvernul a plătit peste 40.000 de compensații diferite. Fondul de 20 de milioane de lire a reprezentat 40% din bugetul național pe anul respectiv.
Ca excepție față de restul Imperiului Britanic, legea nu s-a aplicat asupra teritoriilor aflate „în posesia Companiei Indiilor Orientale, asupra Insulei Ceylon, și asupra Insulei Sfânta Elena."
La 1 august 1834, un grup neînarmat de persoane în vârstă s-au adresat guvernatorului din Port of Spain, Trinidad, cu privire la noile legi, scandând: „Pas de six ans. Point de six ans” („Fără șase ani! Nu șase ani!”), acoperind glasul guvernatorului. Protestele pașnice au continuat până când s-a adoptat și o rezoluție de abolire a „uceniciei” și libertatea sclavilor a fost obținută și de facto, nu doar de iure. Emanciparea totală a fost acordată în Trinidad la 1 august 1838, aceasta fiind prima colonie britanică cu sclavi care a abolit sclavia în întregime.

## Abrogarea
Legea de Abolire a Sclaviei din 1833 a fost abrogată în întregime în 1998, fiind considerată redundantă. Au rămas în vigoare alte legi care interzic sclavia, și anume diverse secțiuni din legile traficului de sclavi din 1824, 1843 și 1873. În plus față de acestea, Legea Drepturilor Omului din 1998 include în legislația britanică articolul 4 al Convenției Europene pentru Drepturile Omului care interzice deținerea de persoane ca sclavi.